# غوين والز
غوين والز (بالإنجليزية: Gwen Walz)‏ (اسمها قبل الزواج غوين وايبل؛ ولدت في 15 يونيو 1966) هي معلمة أمريكية وإدارية في المدارس العامة. وهي السيدة الأولى الحالية والتاسعة والثلاثون لولاية مينيسوتا كزوجة للحاكم تيم والز. في عام 2024، تم الإعلان عن زوجها كمرشح الحزب الديمقراطي لمنصب نائب الرئيس في الانتخابات الرئاسية الأمريكية 2024.
قبل انتخاب زوجها حاكماً لمينيسوتا، عملت والز لأكثر من عشرين عامًا في نظام المدارس العامة كمعلمة لغة إنجليزية. كانت أول وظيفة تعليمية لها في أليانس، نبراسكا، حيث التقت بزوجها المستقبلي وزميلها في التعليم، تيم والز. في عام 1996، انتقلت هي وتيم إلى مسقط رأسها مينيسوتا حيث عملا معًا في مدارس مانكاتو العامة. بعد تقاعدها وانتقالها إلى سانت بول عندما أصبح زوجها حاكماً في عام 2019، تُعتبر والز السيدة الأولى الوحيدة في تاريخ مينيسوتا التي تمتلك مكتباً في مبنى الكابيتول بولاية مينيسوتا. تشرف والز على مجموعة من السياسات التي تركز على التعليم، وتصحيح النظام، وتشريعات السيطرة على الأسلحة.

## الحياة المبكرة والتعليم
ولدت غوين وايبل عام 1966 في غلينكو، مينيسوتا، ونشأت في إفانهو، مينيسوتا. هي ابنة فال ولينيا "لين" وايبل. كان والدها معلم تربية بدنية ومدربًا، بينما كانت والدتها مديرة التعليم المجتمعي في منطقة مدرسية. ولها أخوات أصغر منها.
حصلت على درجة بكالوريوس الآداب في اللغة الإنجليزية من كلية غوستافوس أدولفوس، ودرجة ماجستير الآداب في التعليم من جامعة مينيسوتا الحكومية، مانكاتو.

## الحياة المهنية والعامة
بعد تخرجها من الكلية، انتقلت والز إلى غرب نبراسكا وبدأت مسيرتها كمعلمة لغة إنجليزية. من 2004 إلى 2018، كانت منسقة التقييم في مدارس منطقة مانكاتو العامة. انضمت والز إلى جامعة أوغسبورغ في 2019 كمساعدة خاصة للرئيس بول سي. بريبنو، حيث عملت عشرين ساعة في الأسبوع على مشاريع مختلفة، بما في ذلك مشروع ساعد في تدريب معلمي المهاجرين من شرق أفريقيا. في 2019، عملت على مشاريع تتعلق بالعلاقات الحكومية والخدمات العامة للطلاب في جامعة أوغسبورغ.
أسست والز مع زوجها مؤسسة ترافل أدفينشرز التعليمية، وهي منظمة تقدم رحلات سنوية للطلاب إلى الصين. وقد عملت مع مبادرة بارد للسجون لمساعدة المسجونين في تحمل تكاليف التعليم العالي.
أصبحت والز السيدة الأولى لمينيسوتا عندما تولى زوجها منصب الحاكم في 2019. وقد لعبت دورًا نشطاً وعلنياً في تشكيل السياسات الحكومية. ألقت والز خطباً عامة لدعم استعادة حقوق التصويت للمدانين، وهو ما فعلته مينيسوتا تحت إدارة زوجها في 2023، وقد دافعت عن تشريعات السيطرة على الأسلحة. هي السيدة الأولى الوحيدة في تاريخ مينيسوتا التي لديها مكتب في مبنى الكابيتول بولاية مينيسوتا. تدير والز مجموعة من السياسات تشمل التعليم وتصحيح النظام.
في 2024، تم الإعلان عن زوجها كمرشح الحزب الديمقراطي لمنصب نائب الرئيس في الانتخابات الرئاسية الأمريكية. إذا فاز زوجها في الانتخابات، ستصبح السيدة الثانية للولايات المتحدة.
تتواجد والز في مجلس الأولمبياد الأمريكي الخاص 2026.

## الحياة الشخصية
تعتبر والز من الطائفة اللوثرية. تزوجت من تيم والز في 4 يونيو 1994، عندما كان كلاهما يعمل كمعلمين. لديهما طفلتان. خضعت لعملية الإخصاب داخل الرحم قبل أن تلد ابنتهما الأولى، هوب، في 2001، وتبعتها طفلة ثانية، غاس، في 2006. تجسد عائلتها قيم التعليم والدعم المتبادل. معروفة بشغفها بتعليم الأطفال ودعم القضايا التعليمية، حيث تركز جهودها على توفير فرص متساوية لجميع الطلاب. غالبًا ما تشارك في الأنشطة المجتمعية وتدعم مبادرات تتعلق بحقوق المرأة والتعليم. بالإضافة إلى ذلك، تعبر عن أهمية الأسرة في حياتها، وتعمل على إيجاد توازن بين حياتها الشخصية ومسؤولياتها كسيدة أولى في الولاية.